# Acid Lewis
Un acid Lewis (denumit după chimistul Gilbert N. Lewis) este, în teoria acido-bazică a lui Lewis, orice moleculă sau ion care este capabil să formeze o legătură covalentă coordinativă prin acceptare de perechi de electroni de la o bază Lewis. Astfel, acizii Lewis sunt acceptori de electroni sau electrofili.

## Exemple
De exemplu, amoniacul (NH3) este o bază Lewis deoarece poate dona o pereche de electroni neparticipantă la legăturile moleculei. Me3B este un acid Lewis pentru că este capabilă să accepte o pereche de electroni neparticipantă. Într-un aduct Lewis, acidul și baza Lewis pun în comun această pereche de electroni, formând o legătură covalentă coordinativă.